# Comunidad Democrática Centroamericana
La Comunidad Democrática Centroamericana (CDC) fue una organización política interestatal que agrupaba a varios países de América Central. La CDC fue establecida en 1982 en San José de Costa Rica, los países fundadores fueron: Honduras, El Salvador, y Costa Rica, a los cuales luego se agregó Guatemala.
La CDC fue establecida merced a las gestiones de Estados Unidos, para servir de herramienta contra el régimen sandinista en Nicaragua. La CDC implementó medidas para promover el aislamiento del régimen sandinista, y también promulgó el 4 de octubre de 1982 la "Declaración de San José", que abogaba por la finalización del tráfico de armas en América Central y convocaba a las naciones a que no dieran apoyo a grupos subversivos armados. 
En el seno de la CDC se gestó el "Foro por la Paz y la Democracia", al que también adhirieron Belice, Colombia y Jamaica, y Estados Unidos. Panamá y la República Dominicana solicitaron enviar observadores. Nicaragua y Guatemala no fueron invitadas.
El CDC y el Foro por la Paz y la Democracia se disolvieron luego de que comenzaran las conversaciones de paz para la región, dentro del Grupo de Contadora, que resultaron en los acuerdos de paz de Esquipulas II, en 1987.